# Вагнер Лав
Вагнер Силва де Соуза, по-известен като Вагнер Лав е бразилски футболист, нападател. Най-резултатният чужденец в историята на ЦСКА Москва с над 100 попадения за „червено-сините“. Лав е най-резултатният играч в Главното московско дерби с 10 гола. Има 20 мача и 4 гола за бразилския национален отбор по футбол.

## Клубна кариера
Стартира професионалната си кариера в Палмейрас през 2002 г. През 2003 г. помага на тима да се завърне в Бразилската Серия А. Също така е повикан в младежкия национален отбор на Бразилия, с който участва на Панамериканските игри. През лятото на 2004 г. е закупен от ПФК ЦСКА (Москва) за сумата от 6,2 млн. евро. Дебютира в мач с Нефтчи Баку, влизайки като резерва на полувремето и отбелязвайки попадение. В първия си полусезон при „армейците“, Вагнер отбелязва 9 гола в 12 срещи и измества от титулярното място Дмитрий Кириченко. Вагнер оформя нападателно дуо с Ивица Олич, а в отбора са и сънародниците му Даниел Карвальо, Дуду Сеаренсе и Жо. През 2005 г. Лав вкарва гол на финала на Купата на УЕФА и помага на ЦСКА да победи Спортинг Лисабон с 3:1 и да спечели европейския клубен турнир. Същата година, както и през сезон 2006, нападателят става и шампион на страната.
През сезон 2007 става голмайстор на ЦСКА, заедно с Жо. На 12 юли 2008 г. Вагнер вкарва хеттрик за едно полувреме на Спартак Москва, а ЦСКА побеждава вечния си враг с 5:1. През целия сезон бразилецът вкарва 20 гола, включително и 4 срещу ФК Москва на края на първенството. Така той става голмайстор на Руската Премиер Лига, както и голмайстор в турнира Купа на УЕФА. През 2009 г. формата му спада, а на негово място започва да бъде налаган младият Томаш Нецид. В средата на годината се завръща под наем в родния си клуб Палмейрас. Вкарва 5 гола в 12 мача, преди в началото на 2010 г. да се присъедини към Фламенго отново под наем. Вкарва 2 гола в дебюта си срещу Бангу. Във „Фла“ Лав става голмайстор на първенството на щата Рио де Жанейро и вкарва общо 23 гола през сезона.
На 1 август 2010 г. прави повторния си дебют за ПФК ЦСКА (Москва) в дербито срещу ФК Спартак Москва. Лав вкарва и победния гол за своя тим. На 26 септември 2010 г. бразилецът вкарва своя гол номер 100 за ПФК ЦСКА (Москва). Така той става първият чужденец, който е член на Клуб Григорий Федотов.
На 17 октомври 2010 г. Лав вкарва гол номер 900 за ПФК ЦСКА (Москва) в шампионата на Русия. Оформя тандем със Сейду Думбия, но ЦСКА не успява да се пребори за титлата и остава на второ място. През лятото на 2011 г. интерес към него има от Порто. През сезон 2011/12 Вагнер изразява желанието си да се върне в Бразилия и в началото на годината подписва с Фламенго. Там прекарва един сезон, като напуска поради финансовите проблеми на клуба.
На 12 януари 2013 г. ръководството на Фламенго потвърждава, че Лав ще се завърне в ЦСКА Москва. Престоят му при „армейците“ не е дълъг, тъй като Вагнер напуска след половин сезон. Третият му период в ЦСКА е кратък, като през лятото на 2013 г. подписва с китайския Шандонг Луненг. През 2014 г. става носител на Купата на Китай.
През 2015 г. играе за Коринтианс като с 14 гола в 31 двубоя помага на тима на спечели титлата на Бразилия. На 14 януари 2016 година Вагнер Лав подписа с Монако. Периодът му във Франция обаче е неуспешен и още през лятото на 2016 г. Лав напуска в посока турския Аланияспор. Тимът се спасява от изпадане като завършва на 12-о място, а Вагнер става голмайстор на турската Суперлига с 23 гола в 28 двубоя. Следва трансфер в Бешикташ като за една година записва 18 мача и вкарва 6 попадения.
През 2019 г. нападателят отново облича екипа на Коринтианс, но е далеч от най-добрата си форма и се разписва само 5 пъти в 28 срещи. През юли 2020 г. преминава като свободен агент в казахстанския Кайрат и става шампион на страната.

## Национален отбор
От 2004 до 02007 г. е част от националния отбор по футбол на Бразилия.
През 2007 г. печели Копа Америка, отбелязвайки 1 попадение в турнира. Последния си мач за Бразилия изиграва на 21 ноември 2007 г. срещу Уругвай.

## Отличия

### Клубни
Палмейрас
- Бразилия Серия Б: 2003

 ПФК ЦСКА (Москва)
- Руска Премиер Лига: 2005, 2006, 2012/13
- Купа на Русия: 2005, 2006, 2008, 2009, 2011, 2013
- Суперкупа на Русия: 2006, 2007, 2009, 2013
- Купа на УЕФА: 2005

 Шандонг Луненг
- Купа на Китай: 2014

 Коринтианс
- Бразилия Серия А: 2015

 Кайрат
- Казахстанска Премиер лига: 2020

### Международни
Бразилия
- Копа Америка: 2004, 2007

### Индивидуални
- Голмайстор на Панамериканските игри: 2003 (4 гола)
- Голмайстор на РФПЛ: 2008 (20 гола)
- Голмайстор на Бразилейро Серия Б: 2003 (19 гола)
- Голмайстор на първенството на щата Сао Пауло: 2004 (12 гола)
- Голмайстор в Купата на УЕФА: 2008/09 (11 гола)
- Голмайстор на първенството на щата Рио де Жанейро: 2010 (15 гола)
- Голмайстор на турската Суперлига: 2016/17 (23 гола)
- В Списък „33 най-добри“ – №1(2007, 2008, 2010) №2(2005, 2012/13) №3(2006)
- Сребърна подкова – 2007, 2010
- Член на Клуб Григорий Федотов – 117 гола